# 姚水娟
姚水娟（1916年—1976年），原名姚文贤，生于中国浙江嵊县后山镇，越剧女演员，工小旦，被誉为“越剧皇后”。
1939年，与魏素云组成水云剧团。1940年，与李艳芳组建越华剧团。1951年，姚水娟加入浙江越剧实验剧团。1961年，进入浙江省艺术学校教学。文革中遭受迫害。1976年，因患癌症去世。

## 艺术成就
姚水娟对越剧进行革新，擅长旦角，有“三花不如一娟”的说法（“三花”指施银花、赵瑞花、王杏花），被报界誉为“越剧皇后”。

## 艺术作品

### 越剧
- 《西施》
- 《孔雀东南飞》
- 《盘夫索夫》饰演严兰贞
- 《琵琶记》

### 电影
- 1962年越剧电影《碧玉簪》饰演李夫人